# Noyelle-Vion
Noyelle-Vion là một xã trong tỉnh Pas-de-Calais, vùng Hauts-de-France, Pháp.

## Địa lý
Noyelle-Vion có cự ly 10 dặm (16 km) phía tây Arras, tại giao lộ của các tuyến đường D75 và D78.

## Dân số
| 1962                                                              | 1968 | 1975 | 1982 | 1990 | 1999 | 2006 |
| ----------------------------------------------------------------- | ---- | ---- | ---- | ---- | ---- | ---- |
| 244                                                               | 263  | 252  | 265  | 261  | 260  | 276  |
| Số liệu điều tra dân số tính từ năm 1962, dân số chỉ tính một lần |      |      |      |      |      |      |

## Địa điểm nổi bật

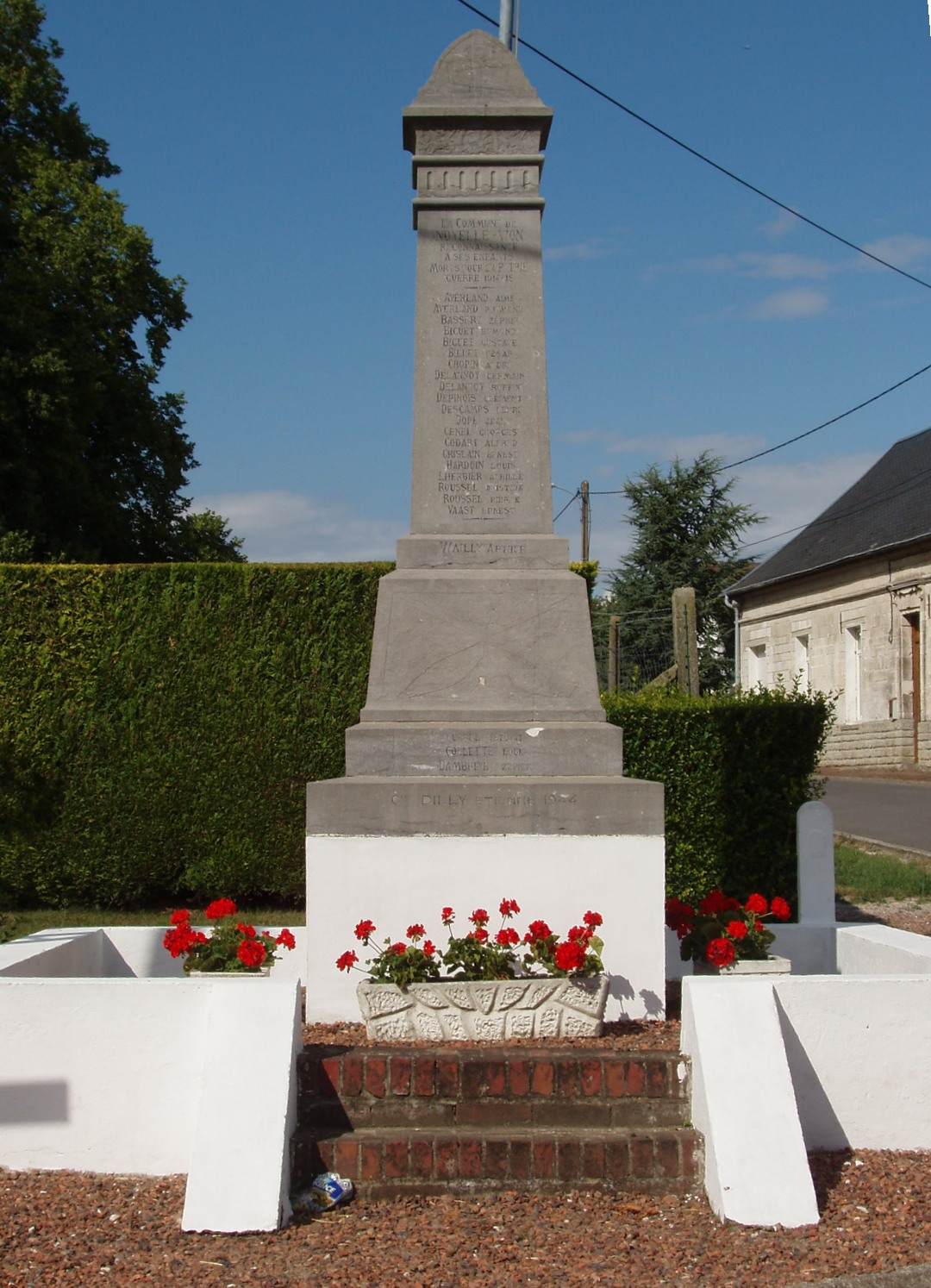
The war memorial

- The 18th century church of Notre-Dame.